# Samur Gunj
Samur Gunj (* 1380er Jahre; † um 1455) war eine Tochter von Khan Elbeg Nigülesügchi, dem Herrscher der nördlichen Yuan-Dynastie und dessen Hauptfrau Kobeguntai. Ihr ganzes Leben lang setzte sie sich für die Bewahrung des Klans der Borjigin ein.

## Leben
Ihr Vater tötete einen seiner Söhne und nahm dessen Ehefrau zu seiner eigenen. Später tötete er seinen Berater Daiyuu, weil er ihn verdächtigte sie belästigt zu haben. Um die Rache von Daiyuus Familie zu verhindern, übergab er seine Tochter Samur Daiyuus Sohn zur Heirat. Samurs Ehemann bekam das Kommando über die Oiraten und wurde zu ihrem Tayishi (=Anführer) ernannt.
Da viele Mitglieder ihres Klans praktisch die Gefangenen ihrer Leibwächter waren, überzeugte sie ihren Ehemann dazu, Feldzüge zu beginnen, um sie zu befreien. Nachdem ihr Sohn während dieser Kämpfe starb überredete sie ihren Enkel Esen zum neuen Anführer der Oiraten zu werden. Samur unterstützte ihn, weil er das Mongolische Plateau und den Großteil der Seidenstraße unter seine Kontrolle gebracht hatte.
Obwohl Esen anfangs nach der Einheit der Oiraten und des Klans der Borjigin seiner Großmutter strebte, wendete er sich später gegen sie und ließ mehrere ihrer Edelleute töten. Als seine Tochter kurz vor der Geburt ihres Kindes stand, hatte er vor, es zu töten sofern es ein Junge werden sollte. Samur half ihrer Urenkelin bei der Flucht. Sie taten zunächst so, als wäre ihr Kind ein Mädchen, doch als sich dies als Lüge herausstellte, brachte Samur den Jungen zum Schutz in ihre Jurte und vertraute ihn dann schließlich an Mongolen, die den Borjigins loyal gegenüberstanden an, die ihn vor Esen schützen sollten. Dieser Junge war Batu-Mongke, der später ein direkter Vorfahre von Dayan Khan werden sollte.
Samur starb ungefähr zur selben Zeit wie Esen.